# Automeris belti
Automeris belti é uma espécie de mariposa do gênero Automeris, da família Saturniidae.
Sua ocorrência foi registrada em oito países: Colômbia, Costa Rica, Equador, Guatemala, Honduras, México, Nicarágua e Panamá.

## Subespécies
Foram registradas duas subespécies:
- A. b. belti
- A. b. zaruma